# José El Profeta
José El Profeta (en persa: یوسف پیامبر‎, romanizado: Yūsofe Payāmbar) es una serie de televisión histórica-religiosa iraní dirigida por Farajullah Salahshur, estrenada en 2008. La serie se basa en el relato islámico de José  descrito en el Corán y las tradiciones islámicas.

## Reparto
- Mostafa Zamani como Yusaf/ Hazrat Yusaf/José el profeta/Yuzarseph/Yusarzif
  - Hossein Jafari como el joven Yusaf/ José el profeta
- Katayoun Riahi como Zuleikha, la esposa de Potifar/Hazrat Zuleikha, segunda esposa de Hazrat Yusaf
- Mahmoud Pak Niat como Ya'qub/Jacob
- Jafar Dehghan como Potifar, Aziz de Egipto
- Abbas Amiri como Ankh MahooJahanbakhsh Soltani como Amenofis III, Faraón de Egipto

## Descripción
José el profeta es una serie en persa emitida originalmente en 2008, que cuenta la historia del profeta Yusarsif nombre  que le dan en Egipto al profeta José (hijo de Jacob) según la tradición islámica. Se representan representaciones realistas de la vida cotidiana. Cada episodio de la serie comienza con una recitación polifónica de los primeros cuatro versos (ayah) del capítulo (surah) sobre José el profeta, que para la versión  en español de la serie fue llamado  Yusarsif al llegar a la casa de Potifar en Egipto. La esencia de la Surah José (Yusuf)  es la paciencia frente a la adversidad. Significa aceptar lo que está más allá de nuestro control, algo que el profeta José (Yusuf) aprendió desde una edad muy temprana. Es el relato de vida del profeta José, un hijo querido por su padre. Sus hermanos cegados por los  celos y la envidia lo lanzan a un pozo y lo dejan abandonado a su suerte, logra  salvarse al ser rescatado por los integrantes de una  caravana y vendido como esclavo a ellos por sus hermanos, vendido esta vez  a   Potifar se dedica  a servir y lograr  su definitiva libertad al descifrar el sueño del Rey faraón.
Los cuarenta y cinco episodios de la serie están repletos de temas sobre el amor filial, el viaje personal por la vida - dentro de la familia y la separación del padre Jacob. José el profeta al estar solo se enfrenta a la esclavitud  al vivir la injusticia,el maltrato, el abandono-, lo que se traduce luego en el  dominio de  sí mismo, la sumisión en la práctica  de la oración, la dicha  del discernir, en profecía, en la lucha  contra idolatría, el monoteísmo como tema eje en un pueblo con un amplio panteón de dioses, el conocimiento de valores   como: solidaridad, la amistad,  bondad, lealtad,integridad, honor, la tradición, y por otra parte  los deseos carnales, la traición y las trampas en la naturaleza de los diversos tipos de amor, entender  y vivir  en las organizaciones sociales en varios niveles, pasar de simple   esclavo, a ser el dilecto de sus  amos (Potifar y Zuleikha) y de muchos de su iguales, y súbitamente  terminar en la cárcel, por no corresponder  el amor de  su ama: Zuleikha. En  paralelo, va alcanzar a través de la profecía e interpretación de los  sueños la benevolencia de saberse en estado de gracia,  libre y fuerte ante la adversidad,  llegando a verse ganar la  confianza  de muchos  de sus cercanos hasta llegar  al círculo de influencia  del Rey faraón, donde llega a ser  la  autoridad política  gobernante, siendo  estratega y gestor de  la salvación de la región  durante hambruna. El Profeta José nos enseña a ser tolerantes y a perdonar a los demás, y a no perder la esperanza y a sentirnos  merecedores de la misericordia.
La serie explora las vidas de los personajes principales (José el profeta: Yusarsif, Jacob y sus hijos, Potifar, Zuleikha y el Rey faraón) con docenas de otros personajes principales y secundarios.
La historia de la serie comienza en el sur de Babilonia,  y describe la batalla de Jacob contra la idolatría (de Ishtar) en Mesopotamia y el nacimiento milagroso de José el profeta de su madre Raquel.

## Producción
Todos los episodios son creados por Al-Baraka Production, Al-Baraka Media y publicados por HispanTV en YouTube. La distribución en 16 DVD de Soroush.tv contiene un último DVD adicional que describe la realización de la película, incluidas entrevistas con muchos miembros del equipo de producción y  asistentes del director.
En este DVD y entrevistas posteriores[5], el director, Farajollah Salahshur da cuenta de su producción de la siguiente manera:
La preparación del guion tomó aproximadamente cuatro años. El primer borrador conceptual fue de alrededor veintisiete páginas y terminó en un plan de escena final y un borrador de guion de más de cinco mil páginas. Además de las fuentes disponibles en persa, se tradujeron cientos de páginas del árabe y del inglés.  Salahshur enfatizó que sin un esfuerzo tan concertado para completar el guion, hacer la serie dentro del presupuesto hubiera sido imposible. El equipo de redacción incluía al director, un jefe de investigación con varios asistentes y un asesor artístico. Una vez finalizado, el guion también fue revisado por un comité de cinco personas compuesto por expertos en las artes y el equipo de producción. El escenario de la serie se distribuyó en tres ciudades simuladas,  construidas en un espacio de unos 35.000 metros cuadrados. Se seleccionaron doscientos actores. La selección implicó trabajo en equipo.Cada equipo incluía consultores y líderes. Los consultores desempeñaron un papel constructivo. La serie se realizó con más de mil elementos de ropa y diez camiones de accesorios.

## Distribución
La serie, doblada al inglés , se puede ver en la red de películas iFilm de Irán.
La serie original, en persa, también se puede obtener en un juego de dos cajas de 16 DVD de su distribuidor oficial, Soroush Multimedia Company of Iran (Soroush.tv). Los primeros 15 DVD contienen 3 episodios cada uno. El último DVD contiene 3 episodios sobre la realización de la serie.
En 2023, una vez más, Irani Media HispanTV se hizo cargo de su distribución y la lanzó en su canal oficial de YouTube en Full HD 1080p. Es el canal más grande de Irán que está siendo administrado por Al-Baraka Media & Al-Baraka Production.
Idiomas Disponibles La película fue filmada en persa. El persa es del tipo clásico "Dastoori" (en oposición a la lengua vernácula abreviada y flexionada). Dastoori persa se ha utilizado en la poesía y la prosa persa desde alrededor del siglo X.
Se ha doblado al árabe en Al-Kawthar TV y también hay otra versión con subtítulos en inglés, que se ha  emitido  en 2017 por IRIB. Una versión doblada en turco se emitió en Kanal 7. Una versión doblada en azerbaiyano con licencia de CineSalam Production se emitió en Space TV. En 2011, Televizija Sarajevo agregó subtítulos en bosnio. Se transmite en TVSA, así como en NTVIC Kakanj (principalmente durante el mes sagrado del Ramadán anualmente).
Una versión doblada al urdu de la serie de televisión titulada José el profeta"Prophet Yousuf" se transmitió en India en la red de televisión chiíta - Channel WIN, a partir del 19 de junio de 2015.[9] También se transmitió una versión doblada en bengalí en SA TV de Bangladesh desde el 27 de noviembre de 2016.
También se puede encontrar una versión doblada en inglés en YouTube. Recepción Dado que la serie es bastante larga y el idioma original está en persa, las reseñas autorizadas en inglés han sido escasas. La cantidad de vistas de varias versiones dobladas indica cierta popularidad entre los espectadores. El tráiler de la versión de la serie doblada al inglés, ha sido visto más de 350 mil veces en YouTube al segundo trimestre de 2017. El primero de la serie, doblado al inglés y disponible en YouTube registra trescientas mil visualizaciones al segundo trimestre de 2017. El último (45°) episodio de la misma versión (doblada al inglés) presenta cerca de 125 mil visualizaciones al segundo trimestre de 2017.

## Controversias
Una estación de televisión de propiedad saudí ha informado que algunos académicos de la escuela de teología Al Azhar centro teológico universitario de Egipto han defendido la prohibición de José el profeta en Egipto.
La hija del director, que creció en una familia religiosa, criticó públicamente el trabajo de su padre. Ella cree que la IRIB (por sus  siglas en español La Radiodifusión de la República Islámica de Irán), planea promover la poligamia. (Irán TV) Ella dijo: "... no estamos monitoreando a nadie y cada uno tiene su interpretación personal".  Añadió: "Yo, como público, sin considerar mi relación con el director, estoy muy preocupada por los jóvenes de este país y cómo se define la religión para ellos, preocupada por el futuro de esta generación, la religión, la moralidad y el Corán. ¿Qué deberían elegir los jóvenes?..."
Salhashur comentó: "...La poligamia había existido en religiones y escuelas teológicas pasadas. Si por alguna razón ha cambiado se debe al mundo moderno. Los profetas y los predecesores del profeta tenían una segunda y una tercera esposa. Había sido en el pasado y en muchos países islámicos, todavía existe esta cultura, aunque algunos chiitas quieren revisarla. Había poligamia en el pasado, no podía ignorar el hecho para complacer a las feministas, nuevamente enfatizo que no promovemos la poligamia. No es nuestra intención que simplemente expresar un documento histórico...”

## Secuelas
Katayoun Riahi, actriz iraní que interpretó a la esposa de Potifar, renunció a la actuación después de participar en esta serie de televisión. Dado que los valores morales, la serenidad, el respeto, la modestia y el hiyab se mencionaron en esta película, ya no pudo soportar ninguna escena. Agregó: "...No quiero jugar más y quiero mantener la dulzura de lo que viví dentro de mí para siempre...". 